# 國道1號 (日本)

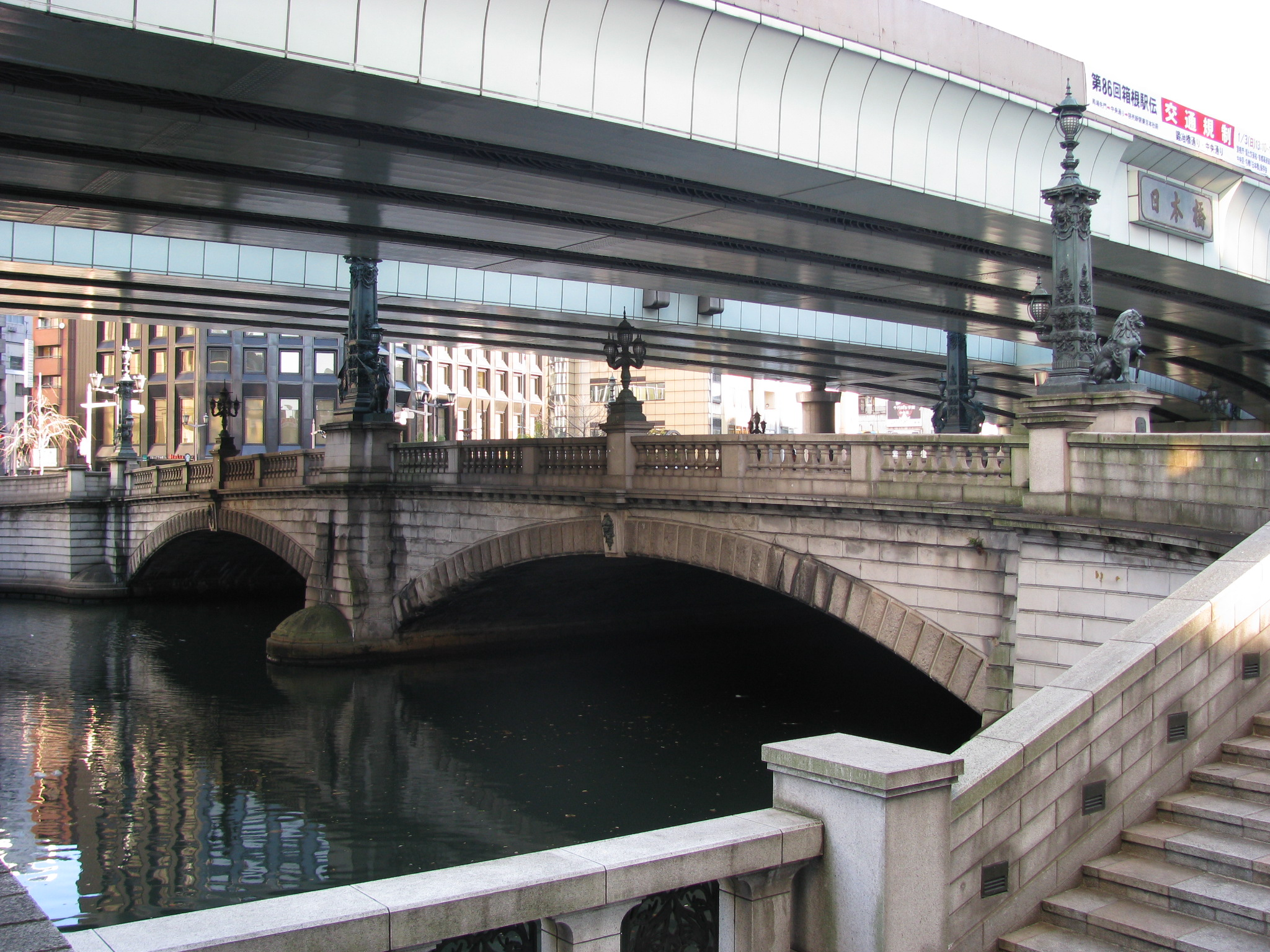
起點日本橋

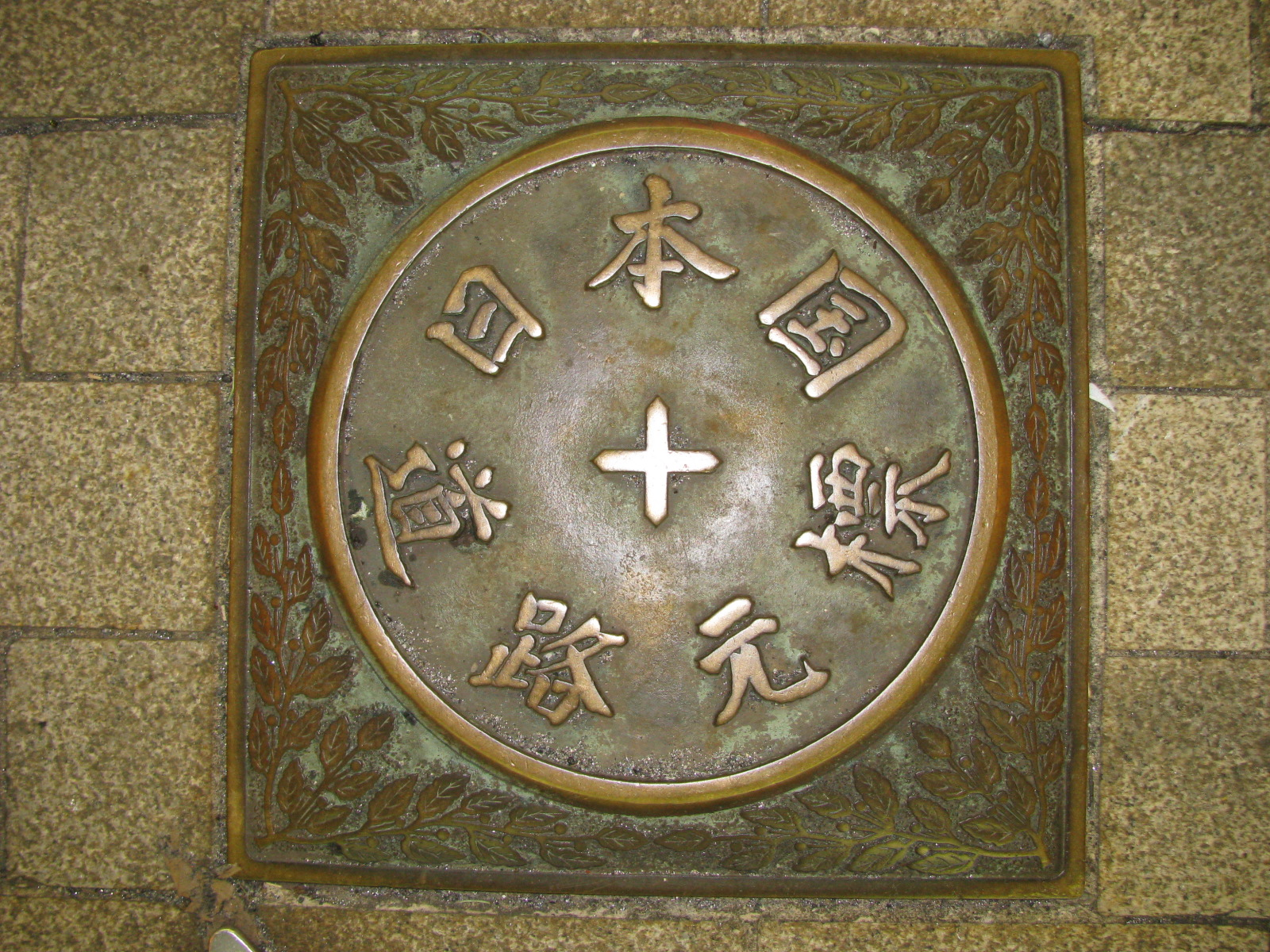
日本橋中央的日本國道路元標

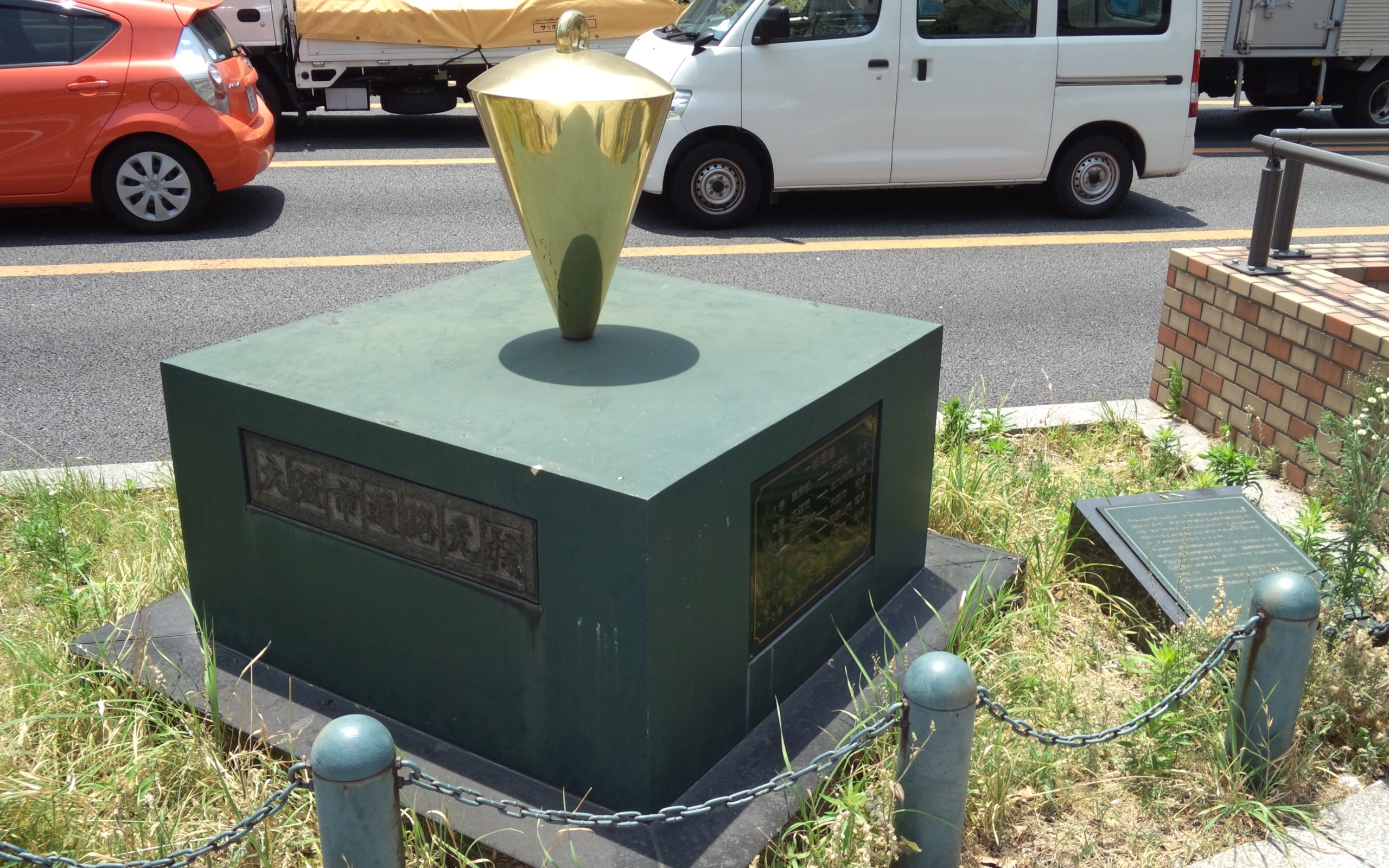
終點的大阪市道路元標

國道1號（日语：／ Kokudō Ichi-gō）是日本自東京都中央區至大阪府大阪市的一般國道。
路線大體上沿襲了舊東海道線。東京都～神奈川縣～靜岡縣～愛知縣間與東名高速道路、JR東海道本線、東海道新幹線並行，愛知縣開始沿東名阪自動車道、關西本線・JR草津線經三重縣進入滋賀縣，滋賀縣～京都府～大阪府間跟名神高速道路一樣再度與東海道本線、東海道新幹線並行。
湘南人多讀作（ichi koku），中部、關西人讀作（koku ichi），職業司機多用英語的（Route One）、（One Line）稱之。

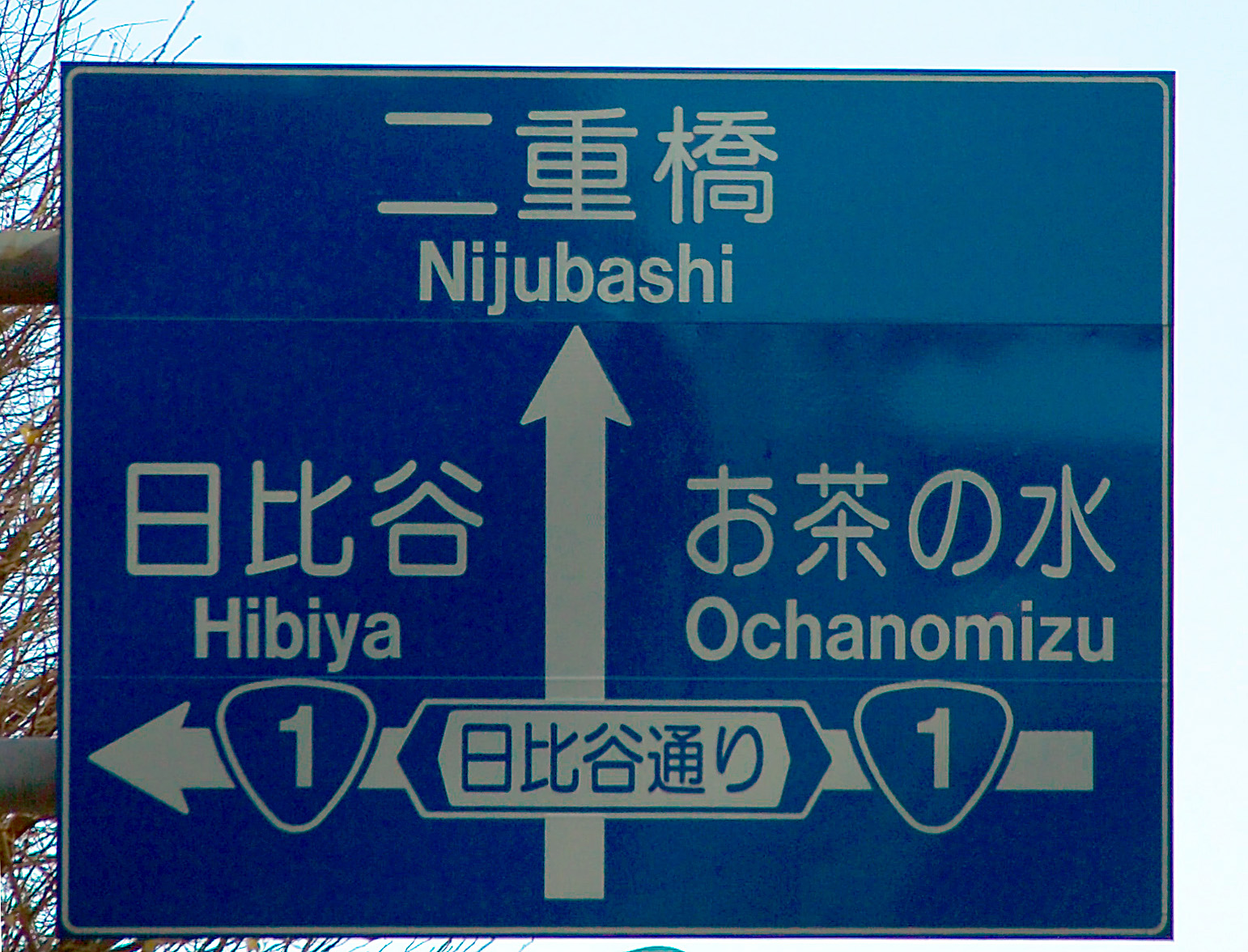

## 路線資料
- 起點：東京都中央區日本橋
- 終點：大阪府大阪市北區梅田新道交岔點
- 重要經過地[1][注釋 1] - 東京都千代田區（霞關一丁目）、同都港區（高輪一丁目）、同都品川區（東五反田一丁目）、同都大田區（池上二丁目）、川崎市（幸區）、橫濱市（神奈川區）、藤澤市（城南（日语：城南 (藤沢市)）四丁目）、茅崎市（下町屋）、平塚市（淺間町、袖濱）、神奈川縣中郡大磯町、小田原市、同縣足柄下郡箱根町、三島市、沼津市、富士市、清水市[注釋 2]、靜岡市（榮町）、藤枝市、島田市、靜岡縣榛原郡金谷町（日语：金谷町）[注釋 3]、掛川市、袋井市、磐田市（三野）、濱松市、湖西市、同縣濱名郡新居町（日语：新居町 (静岡県)）[注釋 4]、豐橋市、愛知縣寶飯郡小坂井町[注釋 5]、豐川市（白鳥町）、岡崎市、安城市（宇頭茶屋町）、知立市、刈谷市（今川町（日语：今川町 (刈谷市)））、豐明市、名古屋市（熱田區）、同縣海部郡彌富町（日语：弥富町）[注釋 6]、桑名市（安永）、四日市市（采女町）、鈴鹿市（石藥師町）、龜山市、三重縣鈴鹿郡關町（日语：関町）、滋賀縣甲賀郡水口町（日语：水口町）[注釋 7]、同縣栗太郡栗東町（日语：栗東町）[注釋 8]、草津市、大津市（瀨田（日语：瀬田町））、京都市（下京區）、宇治市、京都府久世郡久御山町、八幡市、枚方市、交野市、寝屋川市、門真市、守口市
- 總長度：760.9 km（東京都 18.3 km、神奈川縣 109.8 km、橫濱市 47.7 km、川崎市 3.1 km、靜岡縣 132.3 km、靜岡市 64.4 km、濱松市 23.6 km、愛知縣 72.5 km、名古屋市 20.8 km、三重縣 63.3 km、滋賀縣 76.8 km、京都府 42.7 km、京都市 21.5 km、大阪府 56.4 km、大阪市 7.8 km）[2][注釋 9]
- 共線長度：無[2][注釋 9]
- 未啟用長度：無[2][注釋 9]
- 實際長度：760.9 km（東京都 18.3 km、神奈川縣 109.8 km、橫濱市 47.7 km、川崎市 3.1 km、靜岡縣 132.3 km、靜岡市 64.4 km、濱松市 23.6 km、愛知縣 72.5 km、名古屋市 20.8 km、三重縣 63.3 km、滋賀縣 76.8 km、京都府 42.7 km、京都市 21.5 km、大阪府 56.4 km、大阪市 7.8 km）[2][注釋 9]
  - 現道：640.5 km（東京都 18.3 km、神奈川縣 99.4 km、橫濱市 29.5 km、川崎市 3.1 km、靜岡縣 114.5 km、靜岡市 41.0 km、濱松市 23.6 km、愛知縣 72.5 km、名古屋市 20.8 km、三重縣 55.7 km、滋賀縣 65.4 km、京都府 30.7 km、京都市 19.5 km、大阪府 38.8 km、大阪市 7.8 km）[2][注釋 9]
  - 舊道：43.2 km（神奈川縣 0.4 km、橫濱市 18.2 km、靜岡縣 1.2 km、靜岡市 23.4 km）[2][注釋 9]
  - 新道：77.2 km（神奈川縣 9.9 km、靜岡縣 16.6 km、滋賀縣 11.4 km、京都府 12.0 km、京都市 2.0 km、大阪府 17.6 km）[2][注釋 9]
- 指定區間（日语：指定区間）：除以下區間以外的全路段
  - 神奈川縣橫濱市西區濱松町交差點 - 神奈川縣橫濱市戶塚區柏尾町不動坂交差點 - 神奈川縣橫濱市戶塚區上矢部町橫濱新道（日语：横浜新道）戶塚終點（橫濱新道（日语：横浜新道）並行區間）
  - 戶塚區柏尾町不動坂交差點 - 戶塚大踏切 - 神奈川縣橫濱市戶塚區戶塚町大坂上（戶塚道路（日语：戸塚道路）並行區間）
  - 神奈川縣小田原市小田原箱根道路（日语：小田原箱根道路）箱根口交流道（日语：箱根口インターチェンジ）[3] - 箱根境交差點 - 神奈川縣足柄下郡箱根町箱根新道（日语：箱根新道）山崎交流道（日语：山崎インターチェンジ (神奈川県)） - 宮之下交差點 - 神奈川縣足柄下郡箱根町箱根峠交流道（日语：箱根峠インターチェンジ）（與小田原箱根道路及箱根新道並行區間）

## 歷史
國道1號的起源是江戶時代五街道的東海道（東京～京都）以及京街道（京都～大阪），現在幾乎沿襲舊有的路線。起點日本橋與舊東海道相同。但是東京 - 橫濱、靜岡縣內、京都市內等的路線已與當時不同。
相對於連接東京與大阪的其他交通路線（名神高速道路、東海道本線、東海道新幹線）以中山道的路徑經過關原，國道1號繼承東海道路線越過鈴鹿嶺。這是由於明治時代，福澤諭吉看上箱根七湯的觀光資源能吸引外國人，提議明治新政府建設一條經過箱根溫泉的道路，因此讓國道1號採用與其他交通路線不同的箱根路線。。

### 年表
- 1876年（明治9年）
  - 依據「太政官達第60號（廢除道路等級，制定國道縣道里道）」，制定國道、縣道、里道。（當時的國道、縣道、里道各自分為1至3等）。
  - 之後，國道等級依1885年（明治18年）1月6日「太政官布達第1號（廢除國道等級，制定路幅）]]」廢止。
- 1885年（明治18年）
依照同年內務省告示第6號「內務省告示第6號（國道表）」，國道路線增加編號。（當時的國道1號相當於現在的國道15號加上從橫濱站（現櫻木町站）經現在國道133號至橫濱港的路線）。
  - 現在的國道1號相當於當時的國道2號。
- 1920年（大正9年）
以同年施行的舊道路法為基礎的路線認定中，國道編號第一號是東京到神宮的路線，第2號開始是東京往各府縣廳所在地的路線。（現在的國道1號相當於當時的「國道1號（東京市至神宮路線）」、「國道2號（東京市至鹿兒島縣廳所在地路線（甲））」）。
- 1934年（昭和9年）5月1日
與國道1號重複的國道36號「東京市至橫濱港路線」（現國道133號）的日本橋至神奈川區間變更路線，決定建設國道第一條繞道新京濱國道（日语：第二京浜国道）。
- 1936年（昭和11年）
  - 新京濱國道動工。
- 1952年（昭和27年）12月4日
基於新道路法之路線指定，指定東京都中央區～大阪府大阪市北區間為一級國道1號。
- 1965年（昭和40年）4月1日
依據道路法改正，廢除一級、二級的區別，成為一般國道1號。

### 舊道
- 名四國道（名四繞道（日语：名四バイパス）、現國道23號）
  - 連結名古屋市臨海地區與四日市市的國道1號繞道，1963年（昭和38年）開通。1975年（昭和50年）編入國道23號[6]。
- 東名阪道路（現東名阪自動車道）
  - 日本道路公團管理的國道1號收費繞道。1970年（昭和45年）開通四日市交流道至龜山交流道區間，桑名交流道經四日市交流道至龜山交流道的收費道路正式啟用。1973年（昭和48年），桑名交流道至龜山交流道間併入東名阪自動車道[7]。

## 路線狀況

### 通稱
- 全線
  - 東海道（由於是繼承江戶時代五街道。地圖上可見到備註東海道）
- 東京都
  - 中央通
  - 永代通（日语：永代通り）
  - 日比谷通
  - 晴海通
  - 內堀通
  - 櫻田通
- 東京都 - 神奈川縣
  - 第二京濱（日语：第二京浜国道）
- 神奈川縣
  - 東海道
  - 箱根國道（日语：箱根国道）：現在通稱東海道
- 靜岡縣
  - 靜清國道
- 愛知縣
  - 西町通（豐橋市）
  - 瓦町通（豐橋市）
  - 八町通（豐橋市）
  - 龍城通（岡崎市）
  - 本地通（名古屋市南區）
  - 寺部通（名古屋市南區）
  - 千竃通（名古屋市南區、瑞穗區）
  - 昭和橋通（名古屋市瑞穗區、熱田區、中川區）
- 三重縣
  - 北勢繞道（日语：北勢バイパス）
  - 龜山繞道（日语：亀山バイパス）
  - 關繞道（日语：関バイパス (三重県)）
- 三重縣 - 滋賀縣
  - 鈴鹿峠繞道（日语：鈴鹿峠バイパス）
- 滋賀縣
  - 水口道路（日语：水口道路）
  - 栗東水口道路（日语：栗東水口道路）
- 滋賀縣 - 京都府
  - 京滋繞道（收費道路（專用區段））
- 京都府
  - 五條通
  - 堀川通
  - 油小路通
  - 九條通
- 京都府 - 大阪府
  - 京阪國道（日语：京阪国道）
- 大阪府
  - 京阪本通
  - 曾根崎通（日语：曽根崎通）

### 繞道
國道1號的繞道有30處以上，其中多數已成為現道。尚未成為現道的繞道以神奈川縣最多。
- 神奈川縣

- - 橫濱新道（日语：横浜新道）（部分收費道路）
  - 戶塚道路（日语：戸塚道路）
  - 藤澤繞道（日语：藤沢バイパス） ※現道
  - 新湘南繞道（日语：新湘南バイパス）（收費道路）
  - 西湘繞道（日语：西湘バイパス）（部分收費道路）
  - 小田原箱根道路（日语：小田原箱根道路）
  - 箱根新道（日语：箱根新道）
- 靜岡縣
  - 笹原山中繞道（日语：笹原山中バイパス）
  - 三谷繞道（日语：三ツ谷バイパス） ※現道
  - 塚原繞道（日语：塚原バイパス） ※現道
  - 東駿河灣環狀道路
  - 三島繞道（日语：三島バイパス） ※現道
  - 沼津繞道（日语：沼津バイパス） ※現道
  - 富士由比繞道（日语：富士由比バイパス） ※現道
  - 靜清繞道（日语：静清バイパス）
  - 岡部繞道（日语：岡部バイパス） ※現道
  - 藤枝繞道（日语：藤枝バイパス） ※現道
    - 藤枝長匝道（藤枝ロングランプ）

  - 島田金谷繞道（日语：島田金谷バイパス） ※現道
  - 日坂繞道（日语：日坂バイパス） ※現道
  - 掛川繞道（日语：掛川バイパス） ※現道
  - 袋井繞道（日语：袋井バイパス） ※現道
  - 磐田繞道（日语：磐田バイパス） ※現道
  - 濱松繞道（日语：浜松バイパス） ※現道
  - 濱名繞道（日语：浜名バイパス） ※現道

- 靜岡縣 - 愛知縣

- - 潮見繞道（日语：潮見バイパス） ※現道

- 三重縣
  - 北勢繞道（日语：北勢バイパス）
  - 龜山繞道（日语：亀山バイパス） ※現道
  - 關繞道（日语：関バイパス (三重県)）
- 三重縣 - 滋賀縣
  - 鈴鹿峠繞道（日语：鈴鹿峠バイパス）
- 滋賀縣
  - 水口道路（日语：水口道路） ※現道
  - 栗東水口道路（日语：栗東水口道路）
- 滋賀縣 - 京都府
  - 京滋繞道（收費道路（專用區段））
- 京都府
  - 五條繞道（日语：五条バイパス） ※現道
  - 洛南道路（日语：洛南道路）
- 京都府 - 大阪府

- - 第二京阪道路（日语：第二京阪道路）（收費道路（專用區段））
  - 枚方繞道（日语：枚方バイパス） ※現道
- 大阪府

- - 寢屋川繞道（日语：寝屋川バイパス） ※現道
  - 淀川左岸線延伸部（收費道路）

### 共線區間
- 國道15號：東京都中央區（日本橋）～東京都中央區（日本橋交岔點）
- 國道20號：東京都中央區（日本橋）～東京都千代田區（櫻田門交岔點）
- 國道16號：神奈川縣橫濱市西區櫻木町（高島町交岔點）～神奈川縣橫濱市西區濱松町（濱松町交岔點）
- 國道138號（日语：国道138号）：神奈川縣小田原市～神奈川縣足柄下郡箱根町（宮之下交岔點）
- 國道42號：靜岡縣濱松市（篠原交岔點）～靜岡縣湖西市（大倉戶交流道）
- 國道151號（日语：国道151号）：愛知縣豐橋市（西八町交岔點）～愛知縣豊川市（宮下交岔點）
- 國道473號（日语：国道473号）：愛知縣岡崎市本宿町（新箱根入口交岔點） - 愛知縣岡崎市本宿西（本宿町澤渡交岔點）
- 國道477號（日语：国道477号）：三重縣四日市市北町（四日市橋南詰交岔點） - 三重縣四日市市中部（中部交岔點）
- 國道25號：三重縣四日市市（大治田交流道）～三重縣龜山市（新所交岔點）
- 國道8號：滋賀縣栗東市（栗東第二交流道）～京都府京都市下京區（烏丸五條交岔點）
- 國道9號：京都府京都市下京區烏丸五條（烏丸五條交岔點）～京都府京都市下京區堀川五條（堀川五條交岔點）
- 國道170號（日语：国道170号）：大阪府枚方市走谷（走谷2丁目交岔點） - 大阪府枚方市北中振（出口交岔點）
- 國道163號：大阪府大阪市旭區（關目五丁目交岔點）～大阪府大阪市北區（梅田新道交岔點）

### 道路設施

#### 橋梁
- 日本橋（日本橋川，東京都中央區）
- 多摩川大橋（日语：多摩川大橋）（多摩川，東京都大田區 - 神奈川縣川崎市幸區）
- 馬入橋（日语：馬入橋）（相模川，神奈川縣茅崎市）
- 酒匂橋（酒匂川，神奈川縣小田原市）
- 新富士川橋（日语：新富士川橋）（富士川，靜岡縣富士市 - 靜岡市清水區）
- 駿河大橋（安倍川，靜岡縣靜岡市葵區 - 同市駿河區）
- 安部川大橋（安倍川，靜岡縣葵區） ※靜清繞道
- 新大井川橋（大井川，靜岡縣島田市）
- 新天龍川橋（日语：新天竜川橋）（天龍川，靜岡縣磐田市 - 濱松市東區）
- 吉田大橋（豐川，愛知縣豐橋市）
- 矢作橋（日语：矢作橋）（矢作川，愛知縣岡崎市）
- 新境橋（境川，愛知縣刈谷市 - 豐明市）
- 一色大橋（庄內川，愛知縣名古屋市中川區）
- 日光大橋（日光川，愛知縣海部郡蟹江町）
- 尾張大橋（日语：尾張大橋）（木曾川，愛知縣彌富市 - 三重縣桑名市）
- 伊勢大橋（日语：伊勢大橋）（長良川、揖斐川，三重縣桑名市）
- 石部大橋（野洲川，滋賀縣湖南市）
- 瀬田川大橋（瀨田川，滋賀縣大津市）
- 宇治川大橋（日语：宇治川大橋）（宇治川，京都府京都市伏見區） ※京阪國道
- 木津川大橋（日语：木津川大橋）（木津川（日语：木津川 (京都府)），京都府久世郡久御山町 - 八幡市）
- 櫻宮橋（日语：桜宮橋）（大川（日语：旧淀川），大阪府大阪市都島區 - 同市北區）

#### 隧道
- 丸子藁科隧道（日语：丸子藁科トンネル）（靜岡縣葵區 - 同市駿河區） ※靜清繞道（日语：静清バイパス）
- 平成宇津之谷隧道（靜岡市駿河區 - 藤枝市）
- 谷稻葉隧道（靜岡縣藤枝市 - 島田市）
- 鈴鹿隧道（三重縣龜山市 - 滋賀縣甲賀市）

#### 道之驛
- 箱根峠（日语：道の駅箱根峠）（神奈川縣足柄下郡箱根町）
- 富士（日语：道の駅富士）（靜岡縣富士市）
- 宇津之谷峠（日语：道の駅宇津ノ谷峠）（靜岡縣靜岡市駿河區、藤枝市）
- 掛川（日语：道の駅掛川）（靜岡縣掛川市）
- 潮見坂（日语：道の駅潮見坂）（靜岡縣湖西市）
- 藤川宿（日语：道の駅藤川宿）（愛知縣岡崎市）
- 関宿（日语：道の駅関宿）（三重縣龜山市）
- あいの土山（日语：道の駅あいの土山）（滋賀縣甲賀市）

## 地理
國道1號是日本通過最多都道府縣的國道之一，共通共東京都、神奈川縣、靜岡縣、愛知縣、三重縣、滋賀縣、京都府、大阪府八都府縣。也是通過最多政令指定都市的國道，共有川崎市、橫濱市、靜岡市、濱松市、名古屋市、京都市、大阪市七市。

### 通過市區町村
- 東京都
  - 中央區 - 千代田區 - 港區 - 品川區 - 大田區
- 神奈川縣
  - 川崎市（幸區） - 橫濱市（鶴見區 - 神奈川區 - 西區 - 保土谷區 - 戶塚區） - 藤澤市 - 茅崎市 - 平塚市 - 中郡大磯町 - 中郡二宮町 ※ 小田原市 - 足柄下郡箱根町

※二宮町 - 小田原市 - 二宮町 - 小田原市
- 靜岡縣
  - 田方郡函南町 - 三島市 - 駿東郡清水町 - 駿東郡長泉町 - 沼津市 - 富士市 - 靜岡市- （清水區 - 駿河區 - 葵區 ） - 藤枝市 - 島田市 - 掛川市 - 袋井市 - 磐田市 - 濱松市 - （東區 - 南區 - 西區 ）-湖西市
- 愛知縣
  - 豐橋市 - 豐川市 - 岡崎市 - 安城市 - 知立市 - 刈谷市 - 豐明市 - 名古屋市（綠區 - 南區 - 瑞穗區 - 熱田區 - 中川區 - 港區 ） - 海部郡蟹江町 - 愛西市 - 彌富市
- 三重縣
  - 桑名市 - 三重郡朝日町 - 三重郡川越町 - 四日市市 - 鈴鹿市 - 龜山市
- 滋賀縣
  - 甲賀市 - 湖南市 - 栗東市 - 草津市 - 大津市
- 京都府
  - 京都市（山科區 - 東山區 - 下京區 - 南區 - 伏見區） - 宇治市 - 久世郡久御山町 - 八幡市
- 大阪府
  - 枚方市 - 寢屋川市 - 守口市 - 大阪市（旭區 - 城東區 - 都島區 - 北區）

### 主要山口
- 箱根峠：標高849m（神奈川縣足柄下郡箱根町 - 靜岡縣田方郡函南町）
- 宇津之谷峠（日语：宇津ノ谷峠）：標高170m（静岡縣靜岡市駿河區 - 靜岡縣藤枝市）
- 小夜之中山（日语：小夜の中山）：標高148m（静岡縣島田市 - 靜岡縣掛川市）
- 鈴鹿峠（日语：鈴鹿峠）：標高350m（三重縣龜山市 - 滋賀縣甲賀市）
- 洞峠（日语：洞ヶ峠）：標高49m（京都府八幡市 - 大阪府枚方市）

## 圖片

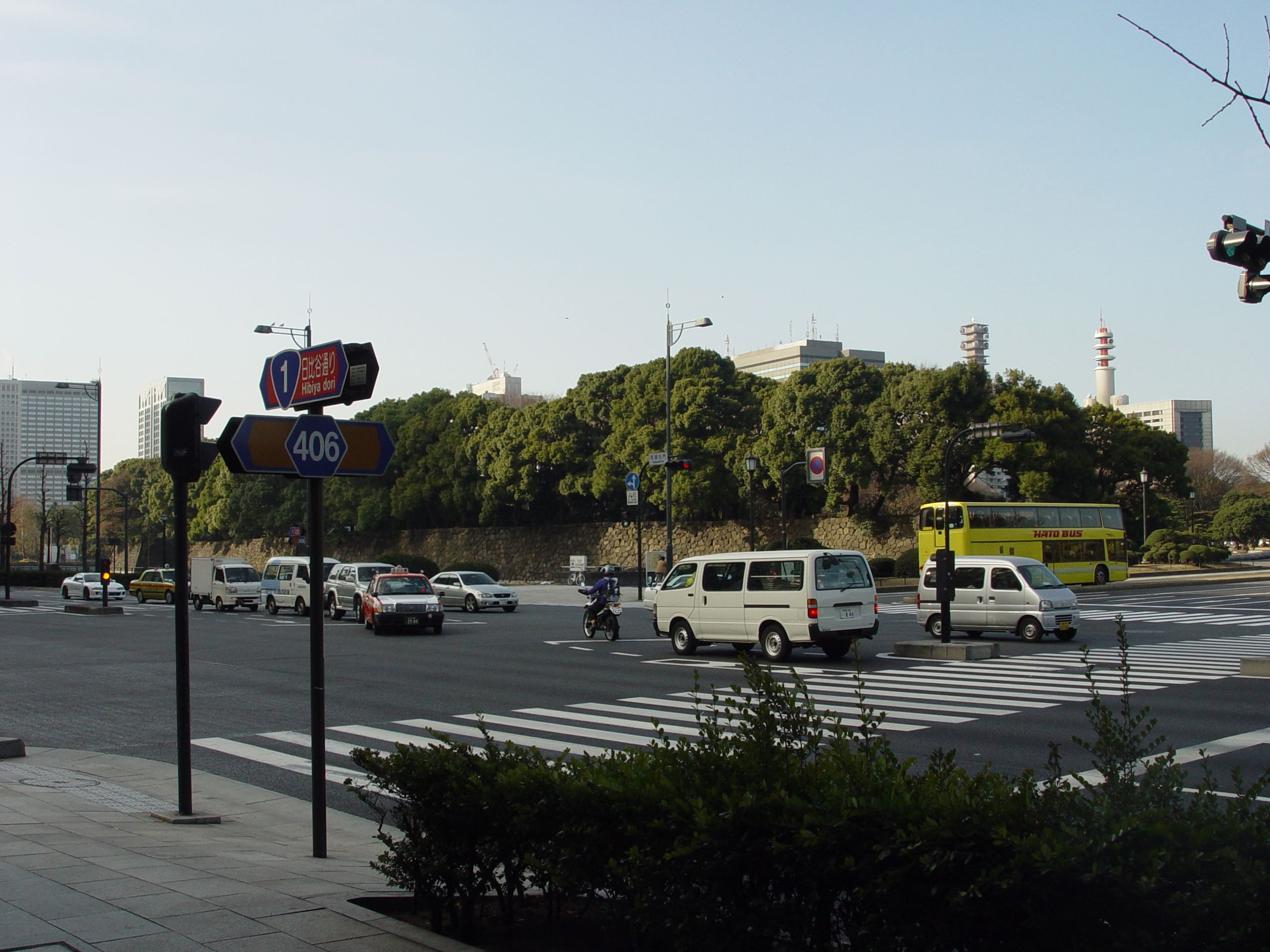
東京都道406號皇居前鍛冶橋線（日语：東京都道406号皇居前鍛冶橋線）交差點
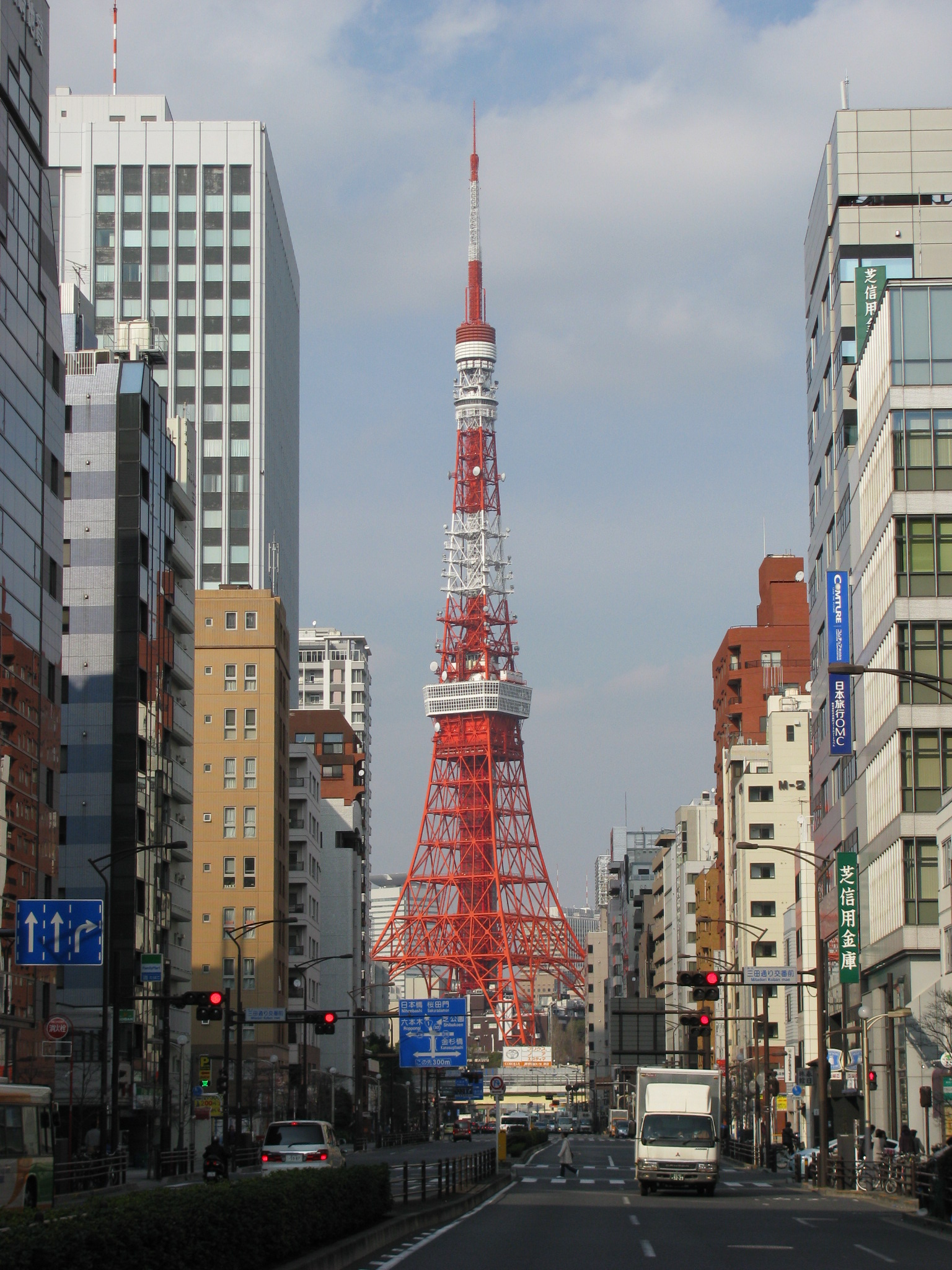
櫻田通望向東京鐵塔
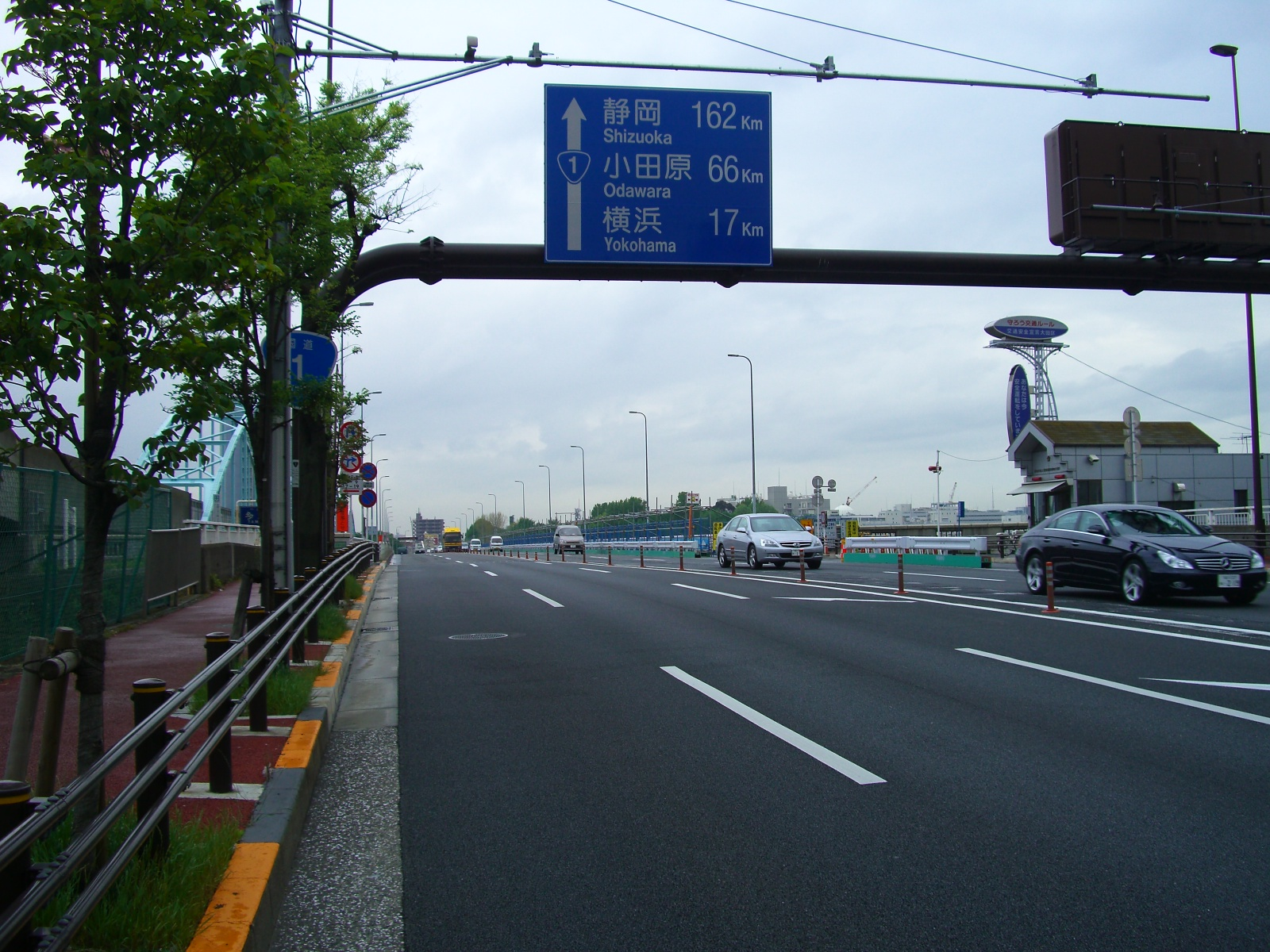
東京都、神奈川縣交界的多摩川大橋（日语：多摩川大橋）
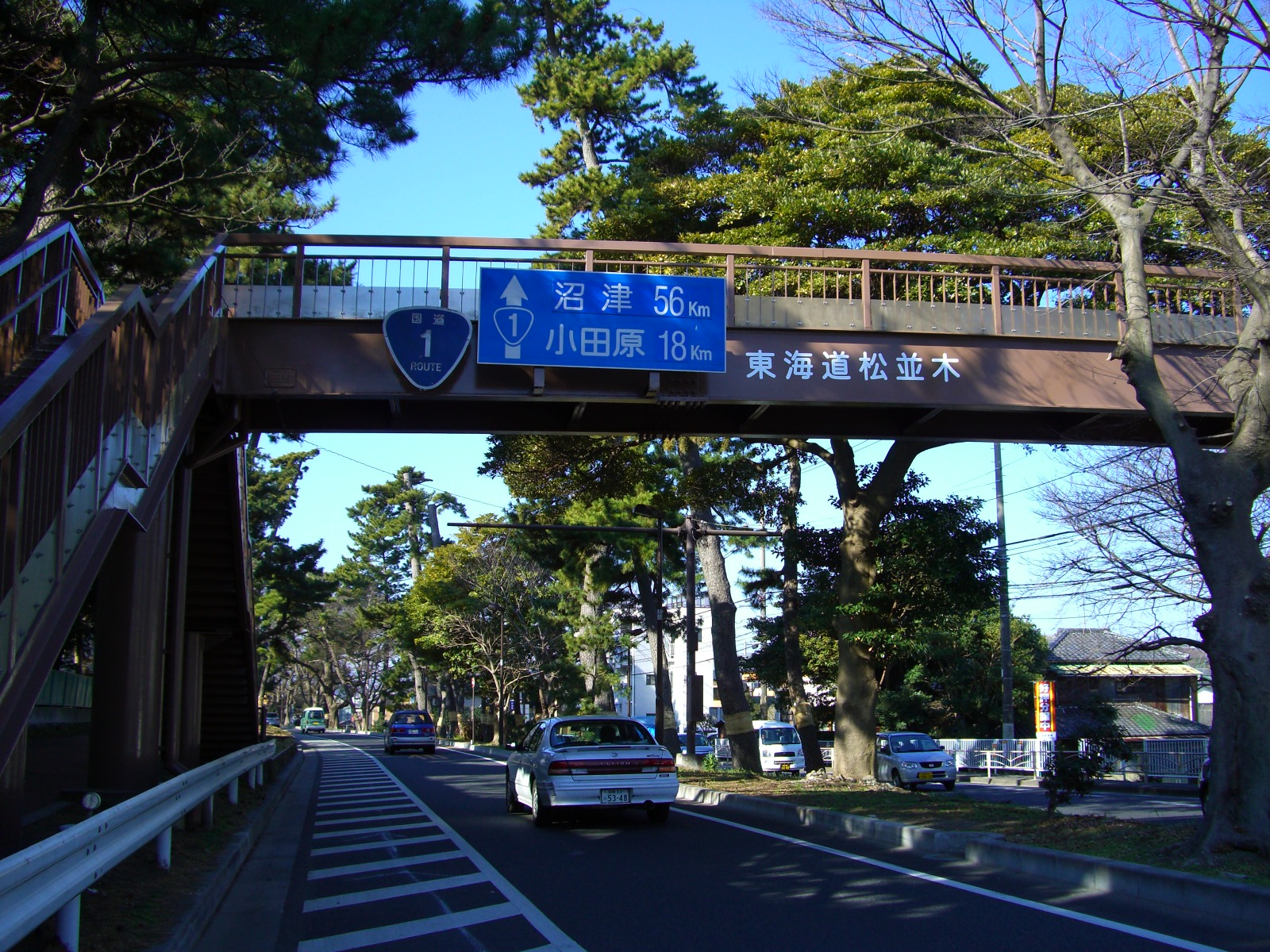
神奈川縣中郡大磯町：東海道松樹
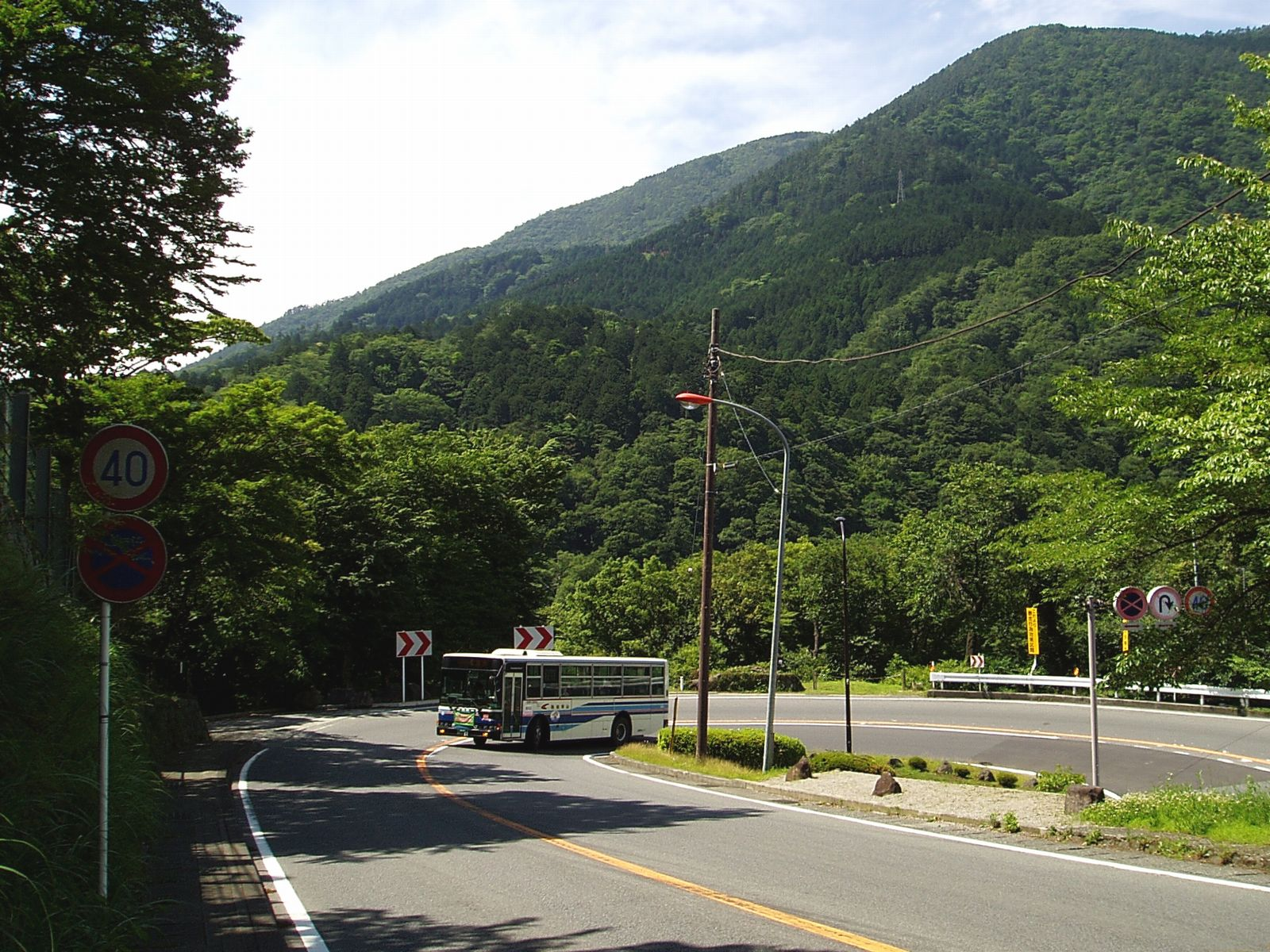
箱根町大平台附近。每年一月舉行的箱根驛傳路線（5區、6區）一部分。
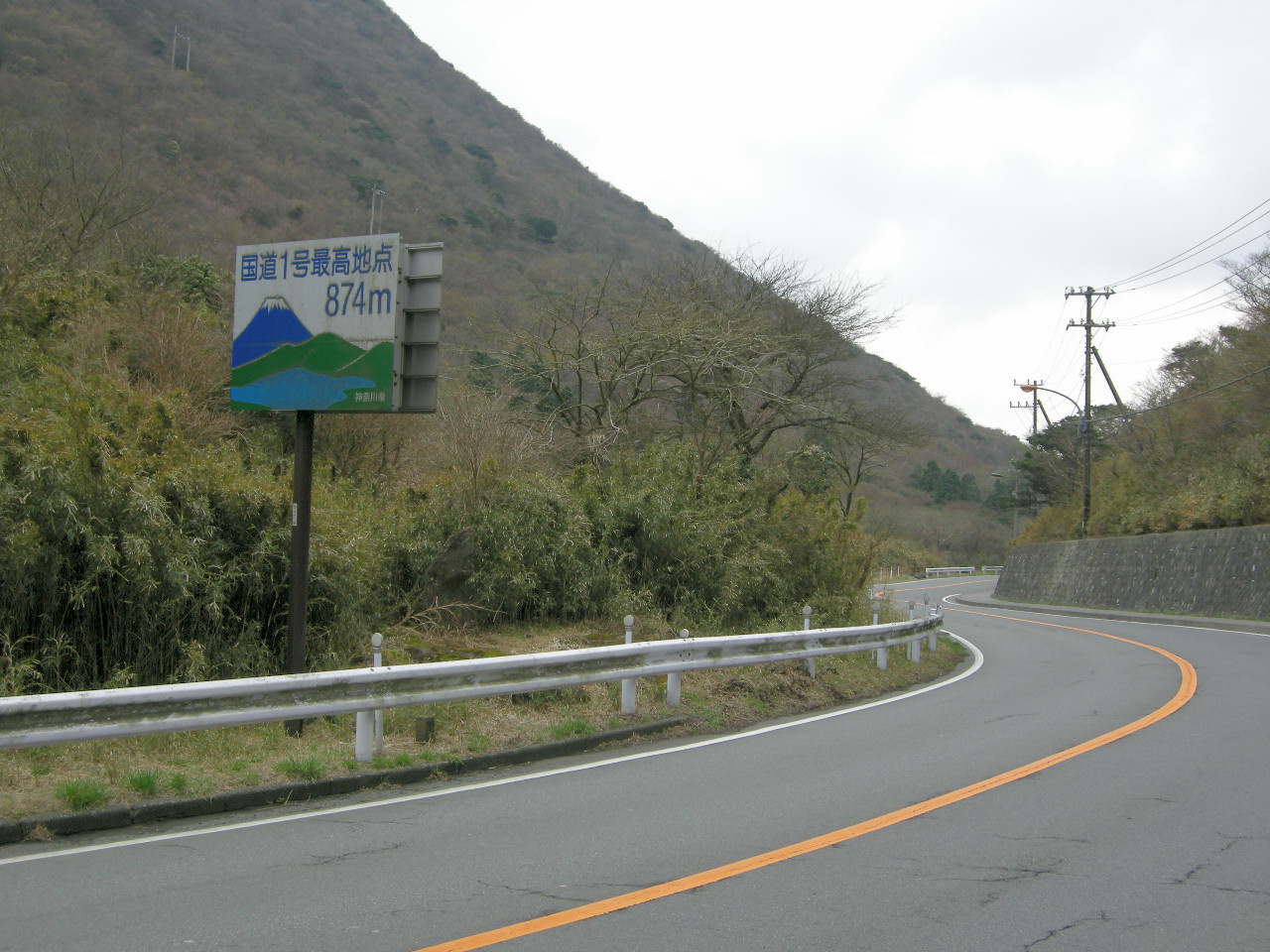
國道1號最高點（箱根町蘆之湯附近）。也是箱根驛傳路線5區、6區一部分。
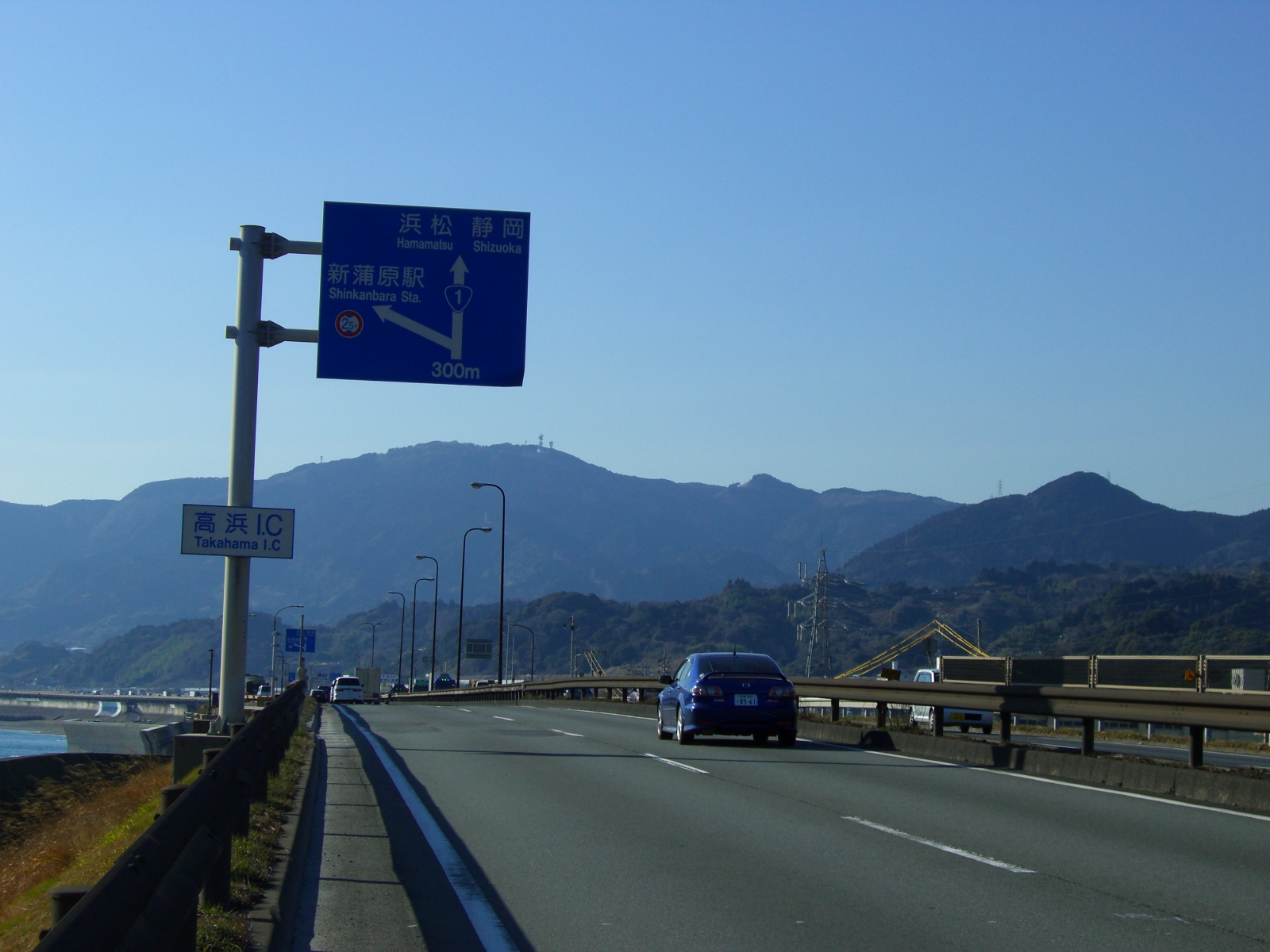
靜岡市清水區（舊蒲原町）富士由比繞道（日语：富士由比バイパス）高濱IC前
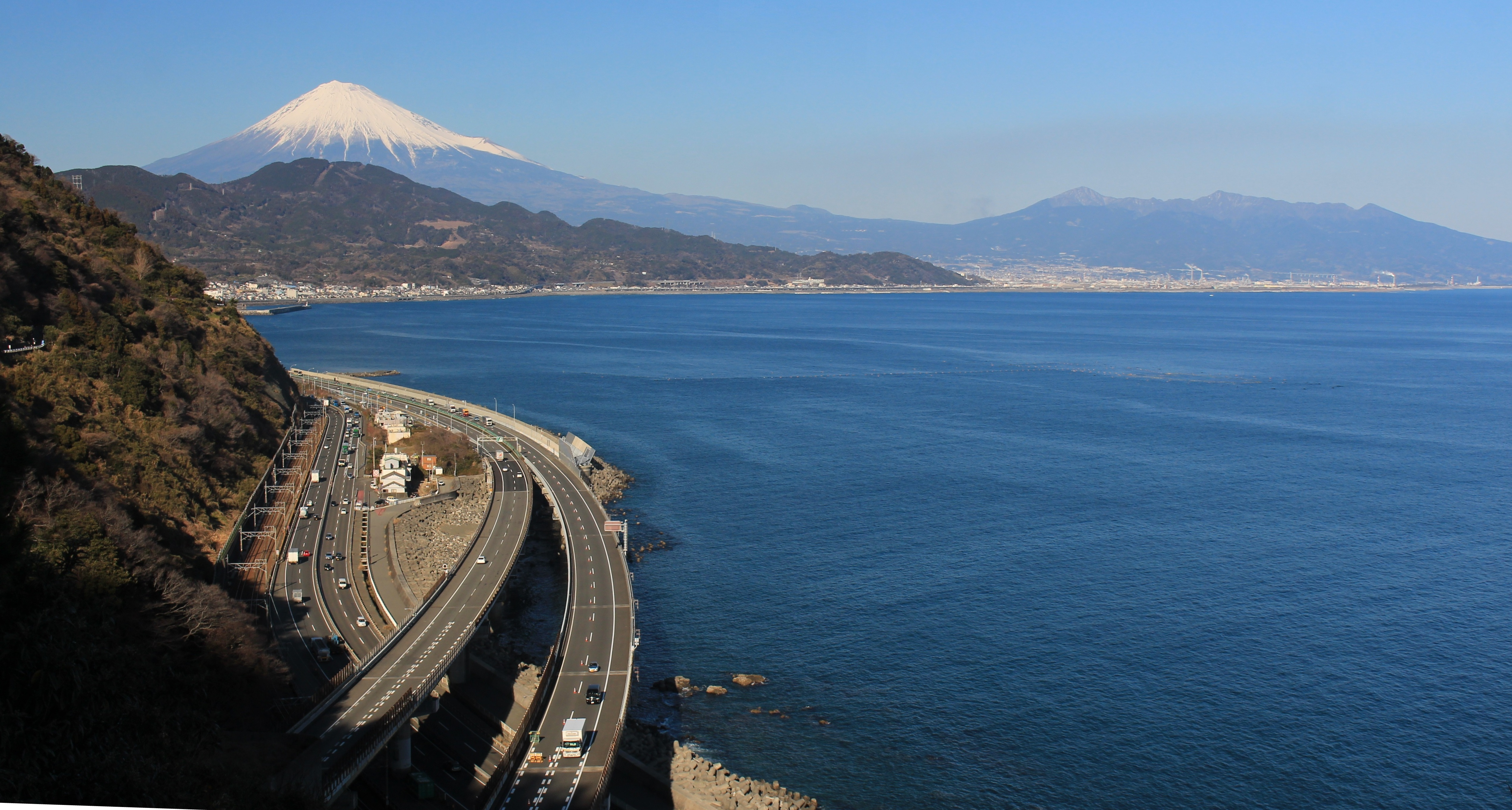
薩埵峠所見的國道1號與富士山、駿河灣（靜岡市清水區）
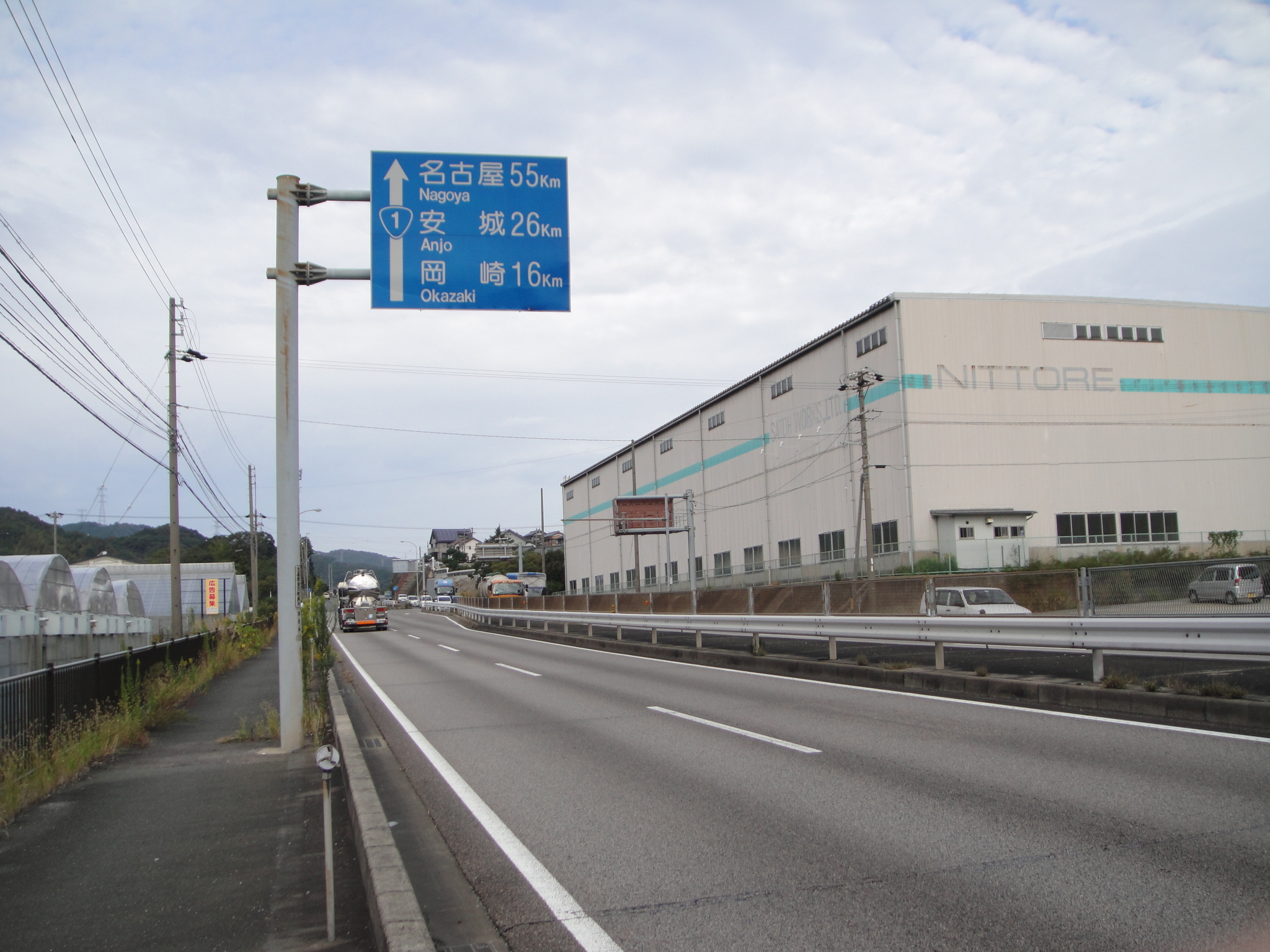
東名高速道路音羽蒲郡IC附近（愛知縣豐川市）
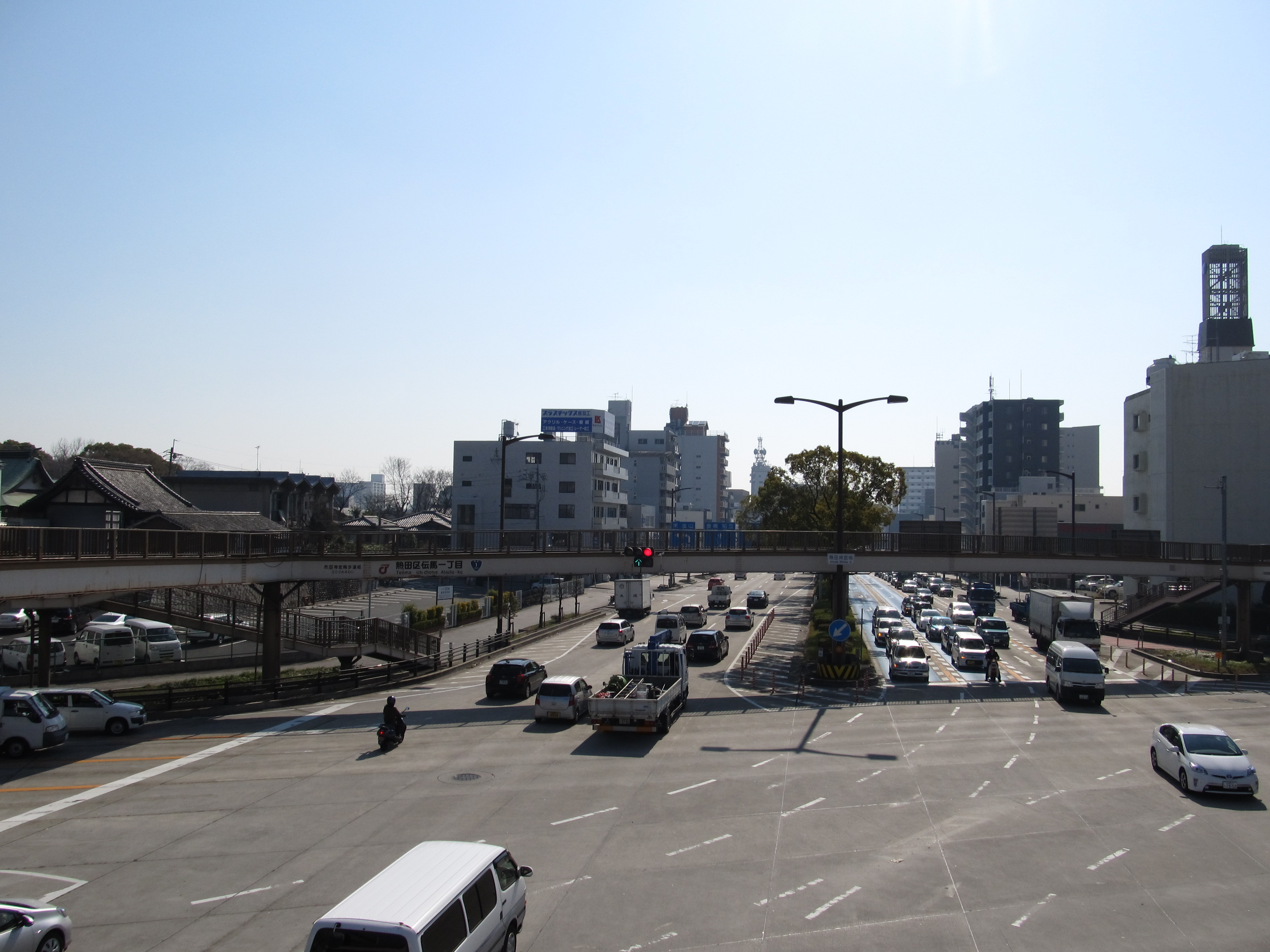
名古屋市熱田區熱田神宮南交差點（國道19號與國道247号（日语：国道247号）的交會點，也是兩者的起點）
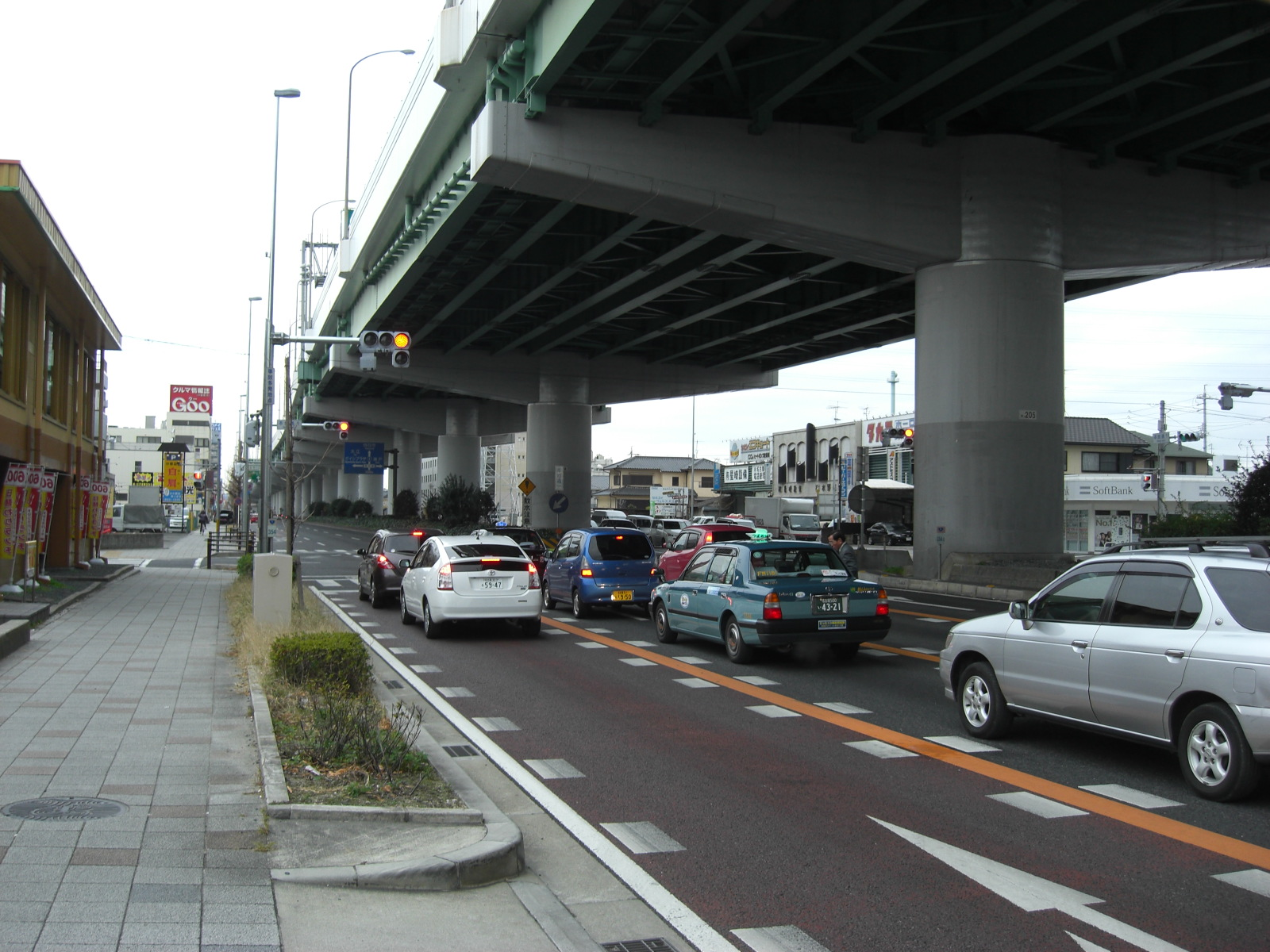
名古屋市南區內的國道1號。上方是名古屋高速。
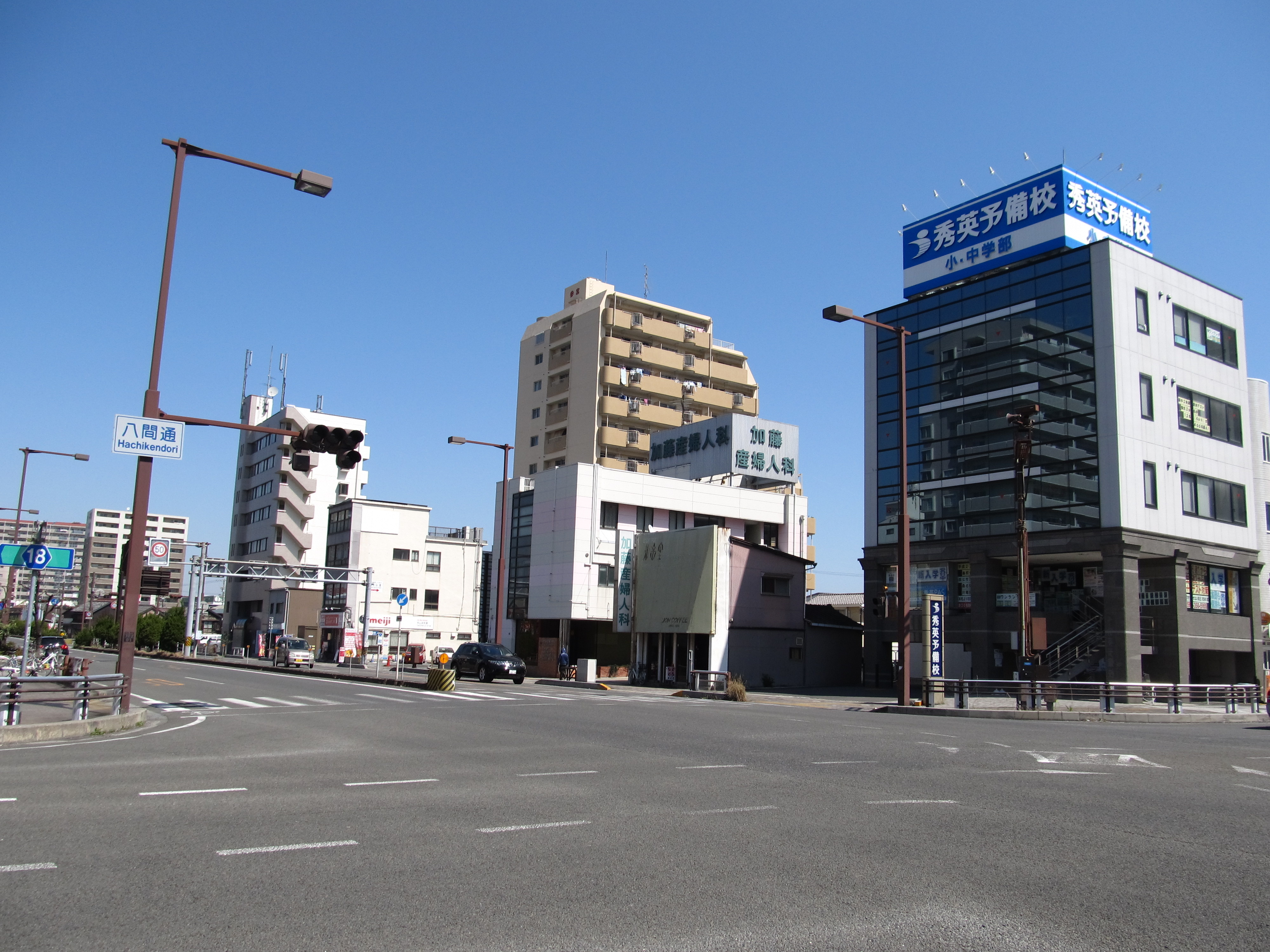
三重縣桑名市八間通交差點（三重縣道18號桑名停車場線（日语：三重県道18号桑名停車場線）交會點，也是縣道18號的終點）
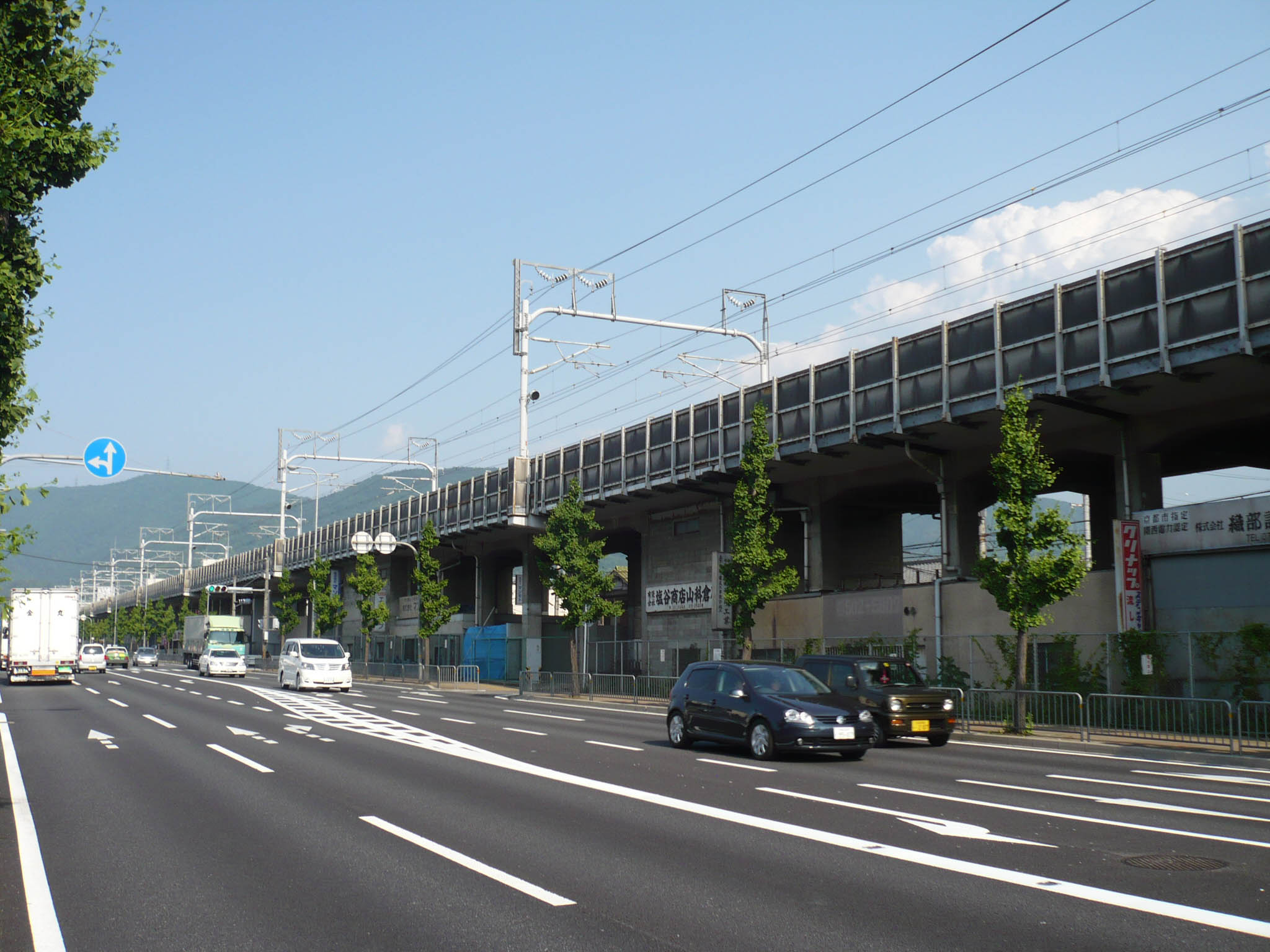
山科周邊與國道1號並行的東海道新幹線

## 關連項目
- 關東地方道路一覽
- 中部地方道路一覽
- 近畿地方道路一覽

## 備註
1. ↑  . e-Gov法令検索. 總務省行政管理局.   [2018-03-29]. （原始内容存档于2020-10-25）.
2. 1 2 3 4 5 6 7   (XLS). 道路統計年報2019. 國土交通省道路局.   [2020-05-15]. （原始内容存档于2020-11-06）.
3. ↑   (新闻稿). 国土交通省関東地方整備局横浜国道事務所・神奈川県. 2017-03-27  [2017-04-01]. （原始内容存档于2017-04-01）.
4. ↑  ロム・インターナショナル（編） 2005，第50頁.
5. ↑  ロム・インターナショナル（編） 2005，第51頁.
6. 1 2  浅井建爾 2015，第93頁.
7. ↑  浅井建爾 2015，第92頁.
8. 1 2  佐藤健太郎 2014，第152頁、「最も多くの県・県境を通過する国道」より。

## 外部連結
- 國土交通省關東地方整備局 （页面存档备份，存于）
  - 東京國道事務所 （页面存档备份，存于）
  - 橫濱國道事務所（页面存档备份，存于）
- 國土交通省中部地方整備局 （页面存档备份，存于）
  - 沼津河川國道事務所 （页面存档备份，存于）
  - 靜岡國道事務所
  - 濱松河川國道事務所（页面存档备份，存于）
  - 愛知國道事務所 （页面存档备份，存于）
  - 名古屋國道事務所 （页面存档备份，存于）
  - 三重河川國道事務所 （页面存档备份，存于）
  - 北勢國道事務所 （页面存档备份，存于）
- 近畿地方整備局 （页面存档备份，存于）
  - 滋賀國道事務所 （页面存档备份，存于）
  - 京都國道事務所 （页面存档备份，存于）
  - 浪速國道事務所 （页面存档备份，存于）
  - 大阪國道事務所 （页面存档备份，存于）